# 임진웅
임진웅(1974년 1월 28일 ~ )은 대한민국의 가수, 배우이다.

## 학력
- 한국예술종합학교 연극원 연기과 (졸업)
- 홍익대학교 영상대학원 공연예술 뮤지컬전공 (졸업)

## 출연작

### 드라마
- 《아라문의 검》(tvN, 2023년) - 해까닥 역
- 《아스달 연대기》(tvN, 2019년) - 해까닥 역
- 《부자의 탄생》(KBS2, 2010년)
- 《잘했군 잘했어》(MBC, 2009년)
- 《청춘예찬》(KBS1, 2009년) - 진웅 역
- 《드라마시티 - 명문대가 뭐길래》(KBS2, 2007년) - 명문대 역
- 《EBS 문학산책 - 단독강화》(EBS, 2003년) - 장 일병 역

### 영화
- 《부두인형 사용 설명서》(2012년)

### 방송
- 《딩동댕 유치원》(EBS, 2004년) - 웅이 형 역
- 《불후의명곡2》(KBS, 2017년) - 그리운 목소리, 김광석을 노래하다 '뮤지컬 그 여름 동물원 팀'

### 음반
- 여행스케치 정규 7집 - 향수(객원보컬)

### 연극
- 《모든 군인은 불쌍하다》(2018년) - 유스케, 해군 수병 역 외
- 《모든 군인은 불쌍하다》(2017년) - 유스케, 해군 수병 역 외
- 《모든 군인은 불쌍하다》(2016년) - 유스케, 해군 수병 역 외
- 《엄사장은 살아있다》(2015년) - 임따거 역
- 《당통의 죽음》(2013년) - 에로 드 세셸 역
- 《짬뽕》(2009년) - 일병 / 요원 1 / 달풍 역
- 《환상동화》(2008년)

### 뮤지컬
- 《코스프레파파》(2018년) - 백홍 역
- 《피아노 포르테》(2018년) - 송명학 역
- 《그 여름, 동물원》(2017년) - 김창기 역
- 《그 여름, 동물원》(2016년) - 김창기 역
- 《그 여름, 동물원》(2015년) - 김창기 역
- 《원스》(2014년) - Svec 역
- 《완득이》(2012년) - 아버지 역
- 《영웅》(2011년) - 유동하 역
- 《영웅》(2010년) - 유동하 역
- 《영웅》(2009년) - 유동하 역
- 《싱글즈》(2008년) - 멀티맨 역
- 《빨래》(2006년) - 솔롱고 역
- 《가스펠》(2004년) - 라마 역

### 기타
- 《최승열, 임진웅 소극장콘서트 - 바람이 불어오는 곳》(2016년)
- 《한정림의 음악 일기 - 눈사람》(2016년)